# Kick
Kick (также известный как Kick.com) — видеостриминговый сервис, управляемый компанией Kick Streaming Pty Ltd и финансируемый со-основателями онлайн-казино Stake.com Биджаном Техрани и Эдом Крейвеном, а также стримером Trainwreckstv. Сервис был запущен в 2022 году как конкурент Twitch, принадлежащей Amazon, с акцентом на более мягкую модерацию и большей долей доходов, перечисляемой стримерам. В 2023 году Kick заключил партнёрское соглашение с многими Twitch-стримерами, в том числе с Хикару Накамурой, Nickmercs, Адином Россом, Amouranth, Ice Poseidon и xQc. В России самыми популярными стримерами на платформе являются Егор Крид и Mellstroy.
По состоянию на июнь 2023 года, на Kick проводится в среднем 235 000 прямых трансляций в день.
20 марта 2024 года Mellstroy и Моргенштерн провели совместный стрим, который смотрело одновременно 720 тысяч человек, что побило рекорд по онлайну в России.

## История
Платформа была запущена в декабре 2022 года. В ноябре того же года была зарегистрирована компания Kick Streaming Pty Ltd. Сайт финансируется владельцами онлайн крипто-казино Stake.com и стримером Тайлером «Trainwrecks» Никнамом.
Стримеры на Kick получают 95 % дохода от стримов, в качестве комиссии платформа забирает 5 %.